# Маневар
Маневар је у војној терминологији организовани покрет војних снага у припреми и при извођењу борбе на копну, мору и у ваздуху. Врши се да би се правилним груписањем и дјеловањем снага на правом мјесту и у право вријеме, постигао неки циљ.
Зависно од снага, простора и времена, може имати тактичке, оперативне и стратешке размјере, а по врсти ратишта може бити копнени, поморски, и ваздушни. Изражава се врстом борбене радње: напад, одбрана, офанзива, дефанзива.